# Руске легенде
Руске легенде су остале сачуване искључиво усменим предањем у народној традицији. Током 19. Века сакупљен је и записан велики број песама, приповедака и балада. Међу њима се највише истичу легенде у стиху, епског карактера, познате као биљине. Народни певачи су опште познате и омиљене теме опевали уз пуну слободу у интерпретацији, додајући појединости и развијајући видове народног казивања. Слушаоци су те легенде доживљавали као идеал руске јуначке прошлости, време у којем су слободни људи бранили сопствену и част своје земље. За биљине се може рећи да су по својој форми сличне историјским приповестима. Радња је лоцирана најчешће у граду или око два најважнија средишта ране руске историје, Кијева који је у 10. веку постао престоница прве руске државе и Новгорода који је био други по важности у кијевској држави и велико трговачко средиште. Иако је сама биљина готово ишчезла, јунаци ових прича су ушли у књижевност и различите књижевне обраде. Међу њима су се истакле приче о подвизима старог и мудрог Илије Муромеца, ратника Добриње Никитича и Аљоше, свештениковог сина у распусника.

## Легенда о Илији Муромецу
Илија Муромец је био најпопуларнији кијевски богатир, којем је посвећен циклус од осам легенди. Иако је био велики јунак и ратник, у младости је споро напредовао. Био је сакат до своје 33. године када га је Исус Христос излечио са два своја апостола. У свим  биљинама је приказан као заштитник руске земље. Само у легенди „Илија и славуј крадљивац“ непријатељ није странац човек. Илија је ухватио славуја погодивши га стрелом у око, затим га је одвео у Кијев. На захтев кнеза Владимира Илија је славују наредио да запева са пола снаге, међутим то је било довољно да убије много људи, па му је Илија одрубио главу. Одређен број легенди говори о поразу који је Илија доживео у борби са Татарима, који су приказивани или као војска или као чудовишта. Историчари сматрају да легенда „Илија и Калин-цар“ говори о првом поразу у борби са Татарима 1224. године, иако је пораз преиначен у победу. Илија је сам ујахао међу татарске војнике уз кнеза Владимира који га је пратио прерушен у свог слугу. Када је Калин-цар наредио да га ухвате, Илија је зграбио једног татарског војника за ноге и користећи њега као буздован себи прокрчио пут кроз татарске редове. Татари су се дали у бег, а Кијев је успешно ослобођен.

## Добриња и Аљоша
Добриња Никитич је био други богатир по популарности. Лик Добриње је боље развијен и обрађен од осталих. Он је био велики ратник који се борио против огромног дванаестоглавог змаја Горинича. Међутим Добриња је поред ратних вештина поседовао добре преговарачке способности. Направио је договор са змајем и обећава да неће убити змајеву младунчад, ако змај остане што даље од Кијева. Међутим змај се не држи договора и отима Владимирову рођаку Забаву, слично као у причи о св. Ђорђу. После тешке борбе Добриња излази као победник. Велик акценат је стављен на његове преговарачке способности у легендама Добриња наводаџија  и Дунај у којој су Добриња и његов пријатељ Дунај имали улоге Владимирових свадбених изасланика. Ова легенда се може протумачити као историјска прича о Добрињином задатку да запроси кћерку половецког кнеза 980. године за Владимира првог. Ова легенда у целини спада у биљине о животу и љубави. 
Још једна од легенди овог карактера је легенда  Добриња и Аљоша.  Пре одласка, Добриња каже својој жени да га чека шест година. После тога може да се уда за кога год пожели, осим за његовог побратима Аљошу. Илија, Добриња и Аљоша су један другом обећали да ће се увек односити као браћа један према другом. Добрињу је жена чекала 6 година, а потом још толико. На крају одлучује да се уда за Аљошу. Међутим када се Добриња вратио из Цариграда од своје мајке сазнаје да је Аљоша ширио гласине о његовој смрти. Прерушава се у певача, придружује се весељу и спушта свој венчани прстен у пехар своје жене. Она га препознаје и моли за опроштај. Добриња јој опрашта, али пребија Аљошу. 
Аљоша је приказа као храбар ратник који је спасао Кијев од Тугарина Змајевича. У причама прати своја два побратима. У биљини Аљоша и сестра Петровича јавља се у улози женскароша. Успева да убеди два брата да њихова сестра Елена није чедна, затим са њом бежи. Двојност његовог карактера се везује за његово порекло. Он је био свештеников син, а они су често били предмет подсмеха међу руским сељацима.

## Чаробњак Волк
Ова легенда је занимљив спој митологије и историје. Волково име означава чаробњака, али може да значи и „вук“. Међу словенским народима се веровало да су деца рођена у кошуљици била вукодлаци, односно да су крволочна, зла и да мењају форму. 
Волк је рођен и зачет уз помоћ магије. У дванаестој години је успео да усаврши војне технике и стекне знања из окултних наука. У свој  поход на далеку Индију кренуо је са својих 300 војника. Успешно је извео поход захваљујући својим натприродним способностима. Своју војску је претворио у марве, па су неприметно ушли у палату индијског цара. Својим војницима наређује да све Индијце убију, а само 300 лепих Индијки поштеде. Након што је убио индијског владара, оженио се његовом супругом, а својим војницима поклонио 300 индијских лепотица.
Како се чини ова легенда  има мало везе са кијевском историјом, међутим сматра се да је древни мит о вукодлаку пренесен на историјског принца Весеслава од Полоцка, јер је Волков патроним Весеславич. У историји је познато да је принц Весеслав рођен у кошуљици, одбио је да призна власт кијевског принца над кнежевином Полоцк, те је напао Кијев. 
У легенди о Волку је врло наглашено да је кијевско становништво било у страху од Волка. Са тим у виду може се рећи да ова прича говори о томе како је Весеслав освојио Кијев 1068. године.

## Васиљ и Садко
Новгород је био трговачки град. Често је долазило до сукоба различитих друштвених слојева. Новгородске легенде су много прозаичније. 
Једна од легенди је о Васиљу Буслајевичу Архивирано на веб-сајту  (2. децембар 2018), сину богатог грађанина. Он упада у невоље због свог насилног понашања. Око себе је окупио пратиоце који су припадали примитивнијим друштвеним слојевима и напада грађане док их не убије. Може се рећи да легенда одражава стварне друштвене проблеме  из времена када су се уздизали одважност и насиље. 
Друга биљина о Васиљу осликава његову слободу духа. Он не прихвата упозорење на камену да ће онај  ко га прескочи умрети и на тај начи је и погинуо. 
Садко је такође важан лик у новгородским легендама. Одраз је трговачког духа Новгорода. Неки сматрају да је у стварности он био богати трговац Садко, ктитиор цркве која је изграђена 1167. године у граду. Ова биљина је најближа бајкама. Садко је приказан као сиромашни путујући  певач који седи на обали Илменског језера. Из језера израња краљ воде и каже му да ће га као захвалност за његову музику учинити богатим. Садко се клади са богатим, градским трговцем да у језеру има риба златне крљушти. Овај прихвата опкладу. Садко је ухватио три рибе и тако постао велики богаташ. Међутим желео је да постане још богатији и тако креће на трговачко путовање. Док је пловио морао је да се спушта у дубине и одобровољи краља коме је био дужан. Бива приморан да свира и забавља га. Свети Никола му помаже да побегне. По повратку кући угледа своје бродове како плове ка Новгороду. У знак захвалности гради цркву посвећену светом Николи. У описима путовања је верно осликан средњевековни живот града.